# Perfil (álbum de Ivan Lins)
Perfil - Ivan Lins é um álbum lançado na série Perfil, da gravadora Som Livre, lançado em 2010.

## Faixas
1. "A Noite"   com: Jorge Vercillo
2. "Abre Alas"
3. "Bandeira do Divino"
4. "Vitoriosa"
5. "Depende de Nós"
6. "Bilhete"
7. "Cartomante"
8. "Dinorah Dinorah"
9. "Deixa eu Dizer"
10. "Desesperar Jamais"
11. "Lembra de Mim"
12. "Madalena"
13. "O Amor é meu País/ Meu País"
14. "Somos Todos Iguais Nesta Noite (É o Circo de Novo)"